# Saint-Alban (Côtes-d’Armor)
Saint-Alban (bret. Sant-Alvan) – miejscowość i gmina we Francji, w regionie Bretania, w departamencie Côtes-d’Armor. Nazwa miejscowości pochodzi od imienia św. Albana.
Według danych na rok 1990 gminę zamieszkiwały 1662 osoby, a gęstość zaludnienia wynosiła 55 osób/km² (wśród 1269 gmin Bretanii Saint-Alban plasuje się na 379. miejscu pod względem liczby ludności, natomiast pod względem powierzchni na miejscu 273.).